# Kamaldulská bible
Kamaldulská bible (v originále Swaté Biblia Slowénské aneb Pisma Swatého Částka I a II) je historicky první překlad bible do slovenštiny (tzv. kamaldulská slovenština) z poloviny 18. století.

## Celý název
Swaté Biblia Slowénské aneb Pisma Swatého Částka I, Která w sebe obsahuge Starého Testamenta Zákon, a Zákona Historiu: Pět knih Moyžjssowýcg, Knihi Yózue, Yudikum, Ruth, Kralowské, Paralipomenon, Ezdrassowe, Tobiassowe, Yudith, Ester, Yob, Žalmi Dawidowé, Knihi Prislow, Ekklesyastej, Pjsňe, Ssalomúnowé, Knihi Mudrosti, a Syrách; Částka II, Která v sebe obsahuge Prorokú, Knihi Machaběgské a celý Testament nowý

## Charakteristika
Biblický překlad vznikl v prostředí mnichů kamaldulského řádu buď v Červenom Kláštore nebo v Nitře. Za autora, či jednoho z autorů, překladu je považován mnich Romuald Hadbávný. Překlad biblického textu vychází z latinského vulgátního textu s přihlédnutím k originálním jazykům a dřívějším překladům do češtiny a polštiny. Ve svém textu používá výrazy běžné hovorové řeči té doby s převažujícími západoslovenskými prvky a některými slovy, převzatými z tzv. kralické češtiny. Poznámkový aparát je v latině. Originál překladu pochází z doby před rokem 1756. Dochován je dvousvazkový přepis z let 1756-1760, uložený v archivu trnavského arcibiskupství.  
Začátkem 21. století byla v Německu pořízena dvousvazková faksimile.